# 무리수 (바둑)
무리수 또는 과수는 반발이나 욕심의 정도가 지나친 수다. 바둑의 이치인 '음양과 상생의 조화'에 어긋나는 무리한 수로서, 일상에서도 무리하거나 무모한 일을 벌이는 것을 두고 '무리수를 둔다'라고 표현한다.